# Halacarsantia acuta
Halacarsantia acuta is een pissebeddensoort uit de familie van de Santiidae. De wetenschappelijke naam van de soort is voor het eerst geldig gepubliceerd in 2012 door Shimomura & Bruce.